# La Chapelle-Thireuil
La Chapelle-Thireuil är en kommun i departementet Deux-Sèvres i regionen Nouvelle-Aquitaine i västra Frankrike. Kommunen ligger i kantonen Coulonges-sur-l'Autize som tillhör arrondissementet Niort. År 2018 hade La Chapelle-Thireuil 447 invånare.

## Befolkningsutveckling
Antalet invånare i kommunen La Chapelle-Thireuil
| Referens: INSEE |